# Bergerac
Bergerac（ベルジュラック）は、インディーズのヴィジュアル系ロックバンド。略称はベルジュなど。

## 概要
- 2004年、樹を中心に結成、活動を開始。同年9月に初ライブ。バンドコンセプトは「アグレッシブ&メロディアス」。[1]
- 2009年9月12日目黒鹿鳴館「Good bye」(ラストワンマン)をもって解散。
- 作曲のクレジットは個人名ではなくバンド名になっている。原曲を各メンバーが持ち寄り、それを全員が一旦持ち帰ってスタジオで合わせながら行う作曲方法の為。[2]

## メンバー
- ボーカル：樹（いつき）
  - 1月10日生まれ、血液型AB型、身長170cm、足のサイズ25.5cm、埼玉県出身[3]
  - 現在はよしもとクリエイティブ・エージェンシーにてエンドウコウキの名でピン芸人をしている。
  - 「経歴」→ Bergerac → お笑い芸人(エンドウコウキ)

- ギター：莎月（さつき）
  - 2月14日生まれ、血液型O型、身長174cm、足のサイズ約26cm、埼玉県出身[3]
  - 「経歴」→ Risky vice → Bergerac

- ギター：鳴海（なるみ）
  - 4月4日生まれ、血液型O型、身長173cm、足のサイズ26cm、東京都出身
  - 「経歴」→ Chaplin → kewpie → Bergerac(サポート) → Bergerac

- ベース：たつは
  - 6月6日生まれ、血液型B型、身長152cm、足のサイズ23.5cm、神奈川県出身[3]
  - 「経歴」→ 月冴-tsukisaya- → デコレート → Bergerac(サポート) → Bergerac

- ドラム：イル
  - 10月10日生まれ、血液型A型、身長169cm、足のサイズ25.5cm、埼玉県出身[4]
  - 現在は大河に改名しZUCKのドラムとして活動。
  - 「経歴」→ Die La'vice → Bergerac → ZUCK

## 略歴
- 2004年 Vo.樹、Gu.御髪、Ba.京介、Dr.優により結成～ライブ活動開始。
- 2005年05月 Gu.莎月加入
- 2005年12月02日 Ba.京介脱退
- 2006年04月06日 Ba.たつは加入
- 2006年05月01日 Gt.御髪脱退
- 2006年05月03日 Gt.かずき加入
- 2007年01月10日 1stワンマン Shibuya O-Crest「軌跡と、出逢い、そして...」開催(チケットSOLD OUT)[5]
- 2007年05月28日 2ndワンマン 原宿ASTRO HALL「瞳の向こうに見える、姿」開催、Dr.優脱退[6]
- 2007年06月01日 Dr.イル加入
- 2007年06月22日 Bergerac/イロクイ。/新興宗教楽団NoGoD【HOLYDAY VS 寺子屋 3マン】HOLIDAY新宿
- 2007年11月03日 3rdワンマン Shibuya O-West「-煌く星屑、纏うカーテンコール-」開催、Gt.かずき脱退
- 2008年03月17日 Bergerac VS ν (バンド)2マン 目黒鹿鳴館 開催
- 2008年05月10日 4thワンマン 目黒鹿鳴館「spiritual overdrive」開催
- ＜TOUR-2008『CANNONBALL』＞全7ヵ所参加[7]
  - 06月18日 北海道 MESSE HALL
  - 06月21日 新潟CLUB JUNK BOX
  - 06月22日 仙台LIVE HOUSE HOOK
  - 06月25日 名古屋ell FITS ALL
  - 06月26日 大阪 BIG CAT
  - 06月28日 福岡DrumBe-1
  - 07月04日 渋谷O-EAST、Gu.鳴海加入
- ＜stylish wave CIRCUIT'08 MAX＞11ヵ所参加[7]
  - 07月12日 高田馬場AREA
  - 07月15日 HEAVEN'S ROCK 宇都宮VJ-2
  - 07月17日 高崎club FLEEZ
  - 07月23日 仙台CLUB JUNK BOX
  - 07月24日 盛岡CLUB CHANGE WAVE
  - 07月25日 青森QUARTER
  - 07月27日 札幌ペニーレーン24
  - 08月02日 名古屋Electric Lady Land
  - 08月04日 岡山CRAZYMAMA KINGDOM
  - 08月06日 福岡DRUM Be-1
  - 08月07日 広島CLUB QUATTRO
- 2008年08月29日 5thワンマン 高田馬場AREA「-Genocide Kingdom-」開催[8]
- 2008年09月19日 Bergerac VS イロクイ。2マン 目黒鹿鳴館「ふたつみるゆめ Vol.1」開催
- ＜少女-ロリヰタ-23区、Dolly、主催イベントTour「Royal party」＞3ヶ所参加
  - 09月18日 高崎club FLEEZ
  - 09月22日 宇都宮HEAVEN'S ROCK
  - 09月24日 水戸ライトハウス
- ＜摩天楼オペラ 東名阪主催イベント～SKYSCRAPER & LIKE AN EDISON presents『SEED OF ANOMIE』＞全3ヶ所参加
  - 05月03日 渋谷BOXX
  - 05月05日 大阪soma
  - 05月06日 名古屋ell.FITSALL
- 2009年07月05日 6thワンマン 渋谷BOXX「orbit SIXTH SENSE」開催[9]
- 2009年09月12日 LASTワンマン 目黒鹿鳴館「Good bye」にて解散(チケットSOLD OUT)

## ディスコグラフィ

### シングル
- 水彩と流星群（2006年3月29日）

1. 夜空に咲く花、心に咲く君
2. -碧-

1stシングル、1000枚限定。
- D.B.S -dark bizarre spiral-（2006年10月18日）

1. Dress
2. Butterfly
3. Stab into DESIRE

2ヶ月連続リリースシングル、1500枚限定。
- 純白を綴るセンテンス（2006年11月22日）

1. かけがえのない瞳へ
2. タイムマシン
3. 雪の降る季節、刻む鼓動

2ヶ月連続リリースシングル、1500枚限定。
- Primary -プライマリー-（2007年5月16日）
- オリコンインディーズチャート初登場8位

1. アザレア
2. 揺曳なる想いを乗せて
3. 慟哭

初回限定：着せ替えジャケット封入
- 夢に舞う、君の姿（2007年10月10日）
- オリコンインディーズチャート初登場6位

1. 夢に舞う、君の姿
2. Clock Work Rhapsody
3. Ghost face(初回限定Btypeのみ収録)

初回限定Atype：CD+DVD2枚組仕様、初回限定Btype：着せ替えジャケット封入
- -AMETHYST-（2008年3月5日）

1. -AMETHYST-
2. insecurity
3. Remenber me,Revolver

サウンドアドバイザーにaki(ex-Laputa)を迎え製作された。初回限定：CD+DVD2枚組仕様(DVDには-AMETHYST-PV収録)
- Genocide Streaming[code:adstract data type]（2008年7月16日）
- オリコンインディーズチャート初登場10位

1. ジェノサイドストリーム
2. Blue breeze
3. scena -シェーナ-

サウンドアドバイザーにShinobu(Creature Creature、The LEGENDARY SIX NINE)を迎え製作、初回限定1,000枚
- Starlight serenade（2008年10月22日）
- オリコンインディーズチャート初登場13位

1. Starlight serenade -星灯りの小夜曲-
2. ドグラ・マグラ
3. forever,with you

サウンドアドバイザーに再びShinobuを迎え製作、初回限定1,000枚 / トレーディングカード全5種類中1枚封入

### ミニアルバム
- SIXTH SENSE（2009年4月22日）

1. Diaboros
2. 蒼い涙に映る君
3. Shadows of you
4. セルフィッシュ
5. No.XIII
6. death wish

封入特典：トレーディングカード 全6種内1枚ランダム封入(個人5、集合1種類)

### オムニバス
- U20戌 -HOLIDAY SHINJUKU OMNIBUS Vol.2-（2006年6月28日）

収録曲：東京ナイトパーティー
- 枕詞（2006年7月26日）

収録曲：fascinating
- hevn「裏☆海賊盤。」003 音源集（2006年9月15日）

収録曲：夜空に咲く華 心に咲く君 -re:recording ver-
- Decadence2007 -HUMAN VICIOUS-（2007年2月14日）

収録曲：イノセント
- CROSS GATE 2007 -STRAWBERRY SEEDS-（2007年4月18日）

収録曲：碧 -re:recording ver-
- Tribute to Phantasmagoria（2007年10月17日）

収録曲：Actuate Eden(Phantasmagoriaカバー)
- CANNONBALL vol.4（2008年6月11日）

収録曲：Lock heart、PEACE(2曲収録)

### その他
- 花桜（2005年2月） ライブ会場配布CD
- NIGHTMARE（2005年8月13日） ライブ会場配布CD
- 東京ナイトパーティー/Butterfly（2005年8月13日） デモMD ※会場、通販版2種類有
- restraint（2007年1月10日） ワンマンライヴ限定発売シングル

### DVD
- Bergerac 3rd. ワンマン「煌めく星屑、纏うカーテンコール」2007.11.3 SHIBUYA O-WEST
- VISUAL ROCKERS BIBLE DVD(4thワンマン目黒鹿鳴館「spiritual overdrive」映像収録)

## レギュラー・連載
- Radio G.A.P.　インターネット配信ラジオ

出演：aki / Bergerac
第一回ゲストはSHUSE(ex-La'cryma Christi、Acid Black Cherryサポート)を迎え放送
- コラム「君の瞳にペガサス流星拳」Cure誌上

## テレビ・ラジオ
- 神言基地 〜HOLIDAY TV〜　テレビ大阪系列
- VISUAL SHOCK　テレビ東京系列
- ヴィジュアル刑事　スカイパーフェクTV 269ch.　Music Japan TV